# ۲۹ شوال
۲۹ شوال، بیست و نهمین روز از ماه شوال در تقویم هجری قمری است.
در تقویم هجری قمری قراردادی این روز دویست و نود و پنجمین روز سال است.